# Batalha de Imera
A Batalha de Ümera foi travada em Cēsis (Estoniano: Võnnu) no rio Ümera em 1210, durante a Guerra Teuto-Estoniana. Os estonianos venceram o conflito. Foi a primeira grande batalha das Cruzadas do Norte.